# Synallaxe à bec court
Asthenes baeri
Espèce
Synonymes
- Siptornis baeri Berlepsch, 1906 (protonyme)

Statut de conservation UICN

 LC  : Préoccupation mineure
Le Synallaxe à bec court (Asthenes baeri) est une espèce d'oiseaux de la famille des Furnariidae.

## Répartition
Cette espèce vit dans le centre-Est et centre-Sud de l'Amérique du Sud.

## Taxinomie
Cette espèce est décrite en 1906 par l'ornithologue allemand Hans von Berlepsch sous le protonyme de Siptornis baeri. Selon le Congrès ornithologique international et Alan P. Peterson il existe trois sous-espèces :
- Asthenes baeri chacoensis Brodkorb, 1938, dans le centre-Sud de la Bolivie et dans le Nord-Ouest du Paraguay[1] ;
- Asthenes baeri baeri (Berlepsch, 1906), dans le Sud de la Bolivie et de l'Ouest du Paraguay jusqu'au Sud-Est du Brésil, l'Ouest de l'Uruguay et le centre de l'Argentine[1] ;
- Asthenes baeri neiffi (Contreras, 1980), dans l'Ouest de l'Argentine[1].